# Escudo de Ámsterdam

El escudo de Ámsterdam.

El escudo de Ámsterdam, utilizado oficialmente como símbolo de esta ciudad, consiste en un escudo de color rojo con una franja vertical, situada en el centro y decorada con tres cruces de San Andrés. El escudo está flanqueado por las dos figuras de dos leones y timbrado con la Corona Imperial Austríaca. En la parte inferior figura el lema de la ciudad. Algunos de los elementos del escudo están vinculados con la historia de la ciudad. Las cruces y la corona imperial son muy utilizadas como elementos decorativos en muchos lugares de Ámsterdam.

Posee la siguiente descripción heráldica o  blasonamiento :

En un campo de gules, un palo de sable cargado de tres cruces de San Andrés de plata y puestas en palo.
En el timbre la corona imperial austríaca que es un círculo de oro engastado de piedras preciosas y perlas, bordeado de lo mismo, compuesta de ocho florones, visible cinco, de los centrales salen sendas diademas sumadas de perlas, que convergen en una cruz de oro sumada de una piedra preciosa de azur. La corona forrada de gules o rojo y cerrada de una mitra de oro, abierta en su parte central y sus bordes cargados de perlas y de una franja de oro y sable.
Por soportes, dos leones rampantes de oro, armados y lampasados de gules, terrazados de plata.  Por divisa, en una lista de plata cargada de "Heldhaftig, Vastberaden, Barmhartig" de sable.

## Elementos

### Campo del Escudo
El campo del escudo propiamente dicho, es de color rojo de gules en terminología heráldica y se encuentra dividido por una franja vertical de sable (color negro), situada en la parte central y decorada con tres cruces de San Andrés, el nombre por el que son conocidas las cruces con la forma de aspa o de la mayúscula “X”, de plata  (color gris o blanco). En heráldica, una franja vertical recibe el nombre de palo, por extensión, este término se utiliza para indicar que varias figuras se encuentran colocadas unas debajo de otras. 
Aunque de forma muy extendida se cree que las tres cruces del escudo simbolizan las tres grandes amenazas de la ciudad en el pasado: el fuego, las inundaciones y la peste negra, sin embargo esta creencia no tiene base histórica y lo más probable las cruces provengan del blasón de la Casa de los Persijn, una familia noble a la que perteneció el caballero Jan Persijn, señor de Amstelledamme ( Ámsterdam) desde 1280 hasta 1282.
En la heráldica de las ciudades neerlandesas de Dordrecht y Delft, el  palo heráldico representa el agua, por analogía, posiblemente cuando se adoptó el escudo se pensó en el  palo de sable como símbolo del río Amstel. Tanto los esmaltes como las cruces del escudo de Ámsterdam son también utilizados en los blasones de dos poblaciones vecinas Ouder-Amstel, situada en el sudeste, junto al río Amstel, y Nieuwer-Amstel (en la actualidad barrio de Amstelveen), en el sudoeste. Ambas poblaciones también se encontraron en el pasado dentro de los dominios de la familia Persijn.

La bandera de la ciudad se ha creado con los elementos del campo del escudo por lo que puede considerarse a aquella como una bandera heráldica. Sin embargo, tanto la franja como las tres cruces se encuentran colocadas horizontalmente. Las tres cruces de San Andrés figuran en el logotipo del Ayuntamiento y también son un elemento decorativo muy usado en los característicos bolardos de la ciudad, conocidos como Amsterdammertjes.

### Corona Imperial Austríaca

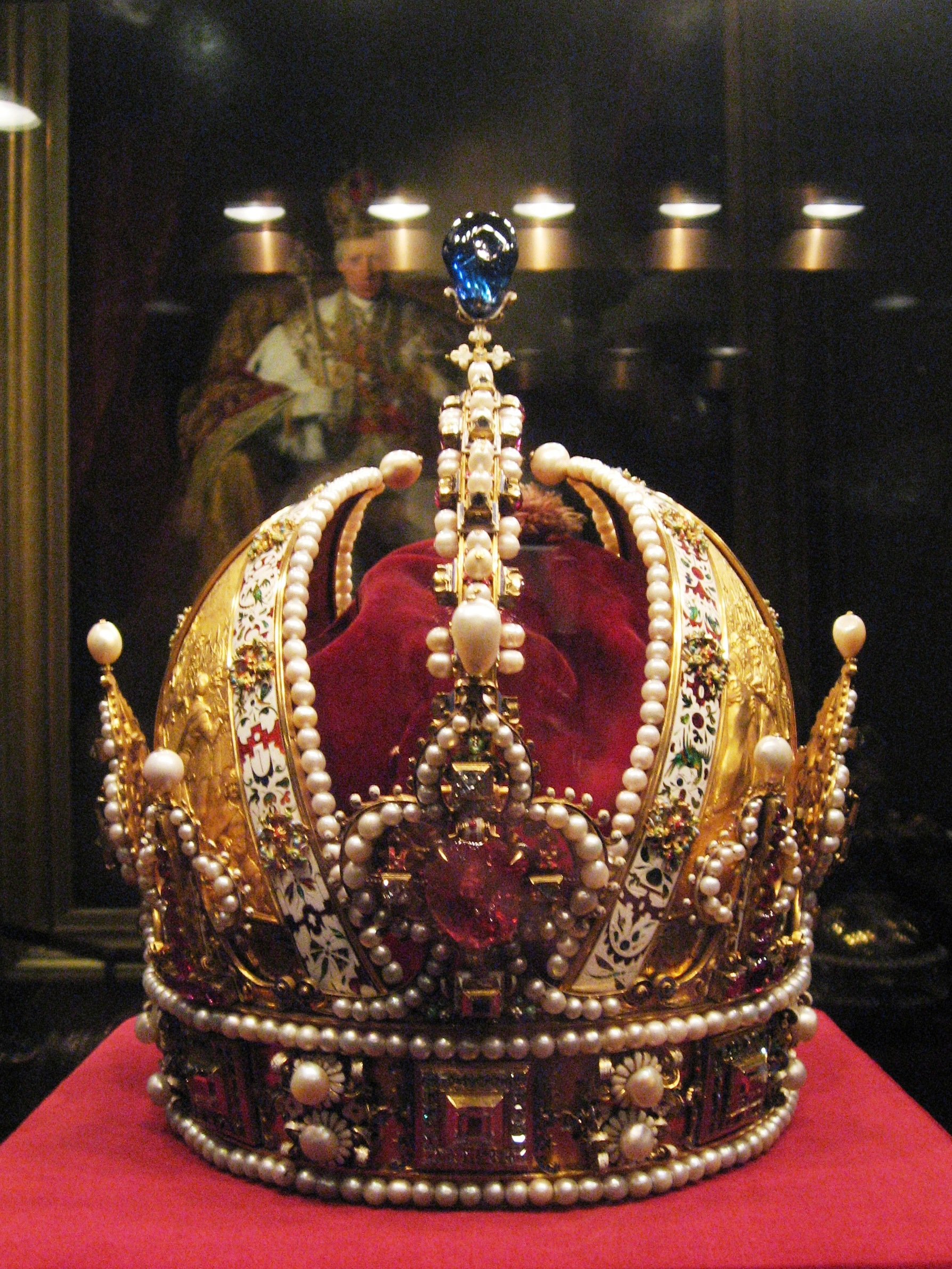
La Corona Imperial Austríaca, uno de los elementos del escudo de Ámsterdam.

El emperador Maximiliano I apoyó a la burguesía de las ciudades neerlandesas (Cod) frente a la nobleza rural (Hook) en el conflicto que mantuvieron durante el siglo XV. La ciudad de Ámsterdam llegó a prestar grandes cantidades de dinero al emperador. En 1489, Maximiliano I concedió a Ámsterdam el privilegio de utilizar en su heráldica, su corona imperial de uso personal como signo de agradecimiento por los préstamos que recibió. Cuando su sucesor, Rodolfo II, elaboró una nueva corona personal, ésta pasó a figurar en el escudo. Incluso después de la Reforma, los protestantes de Ámsterdam continuaron utilizando la corona del emperador, un monarca católico. Esta corona, cuyo uso se mantuvo en el tiempo, se convirtió en la Corona Imperial Austríaca en 1804, cuando se creó en Imperio austríaco ya que el Sacro Imperio había quedado disuelto. La corona imperial figura en el timbre del escudo, es decir fuera del escudo propiamente dicho, colocada sobre este.
Existen algunos puntos de la ciudad de Ámsterdam en los que se puede observar la corona imperial como elemento independiente, separado del resto del escudo. Entre ellos destacan la Torre de la Iglesia Protestante Westerkerk o el puente de Blauwbrug, decorado con algunas de ellas.

### Soportes
Los soportes del escudo son dos leones rampantes  de oro, de color amarillo o dorado. Los dos leones se encuentran situados sobre un pequeño pedestal de piedra que se blasona como terraza. 
Las figuras de los soportes se incorporaron al escudo durante el siglo XVI.

### Lema
A partir del mes de febrero de 1941, por vez primera en Europa, en Ámsterdam la población no judía se manifestó en contra de la persecución que sufrieron éstos por parte del III Reich. Finalizada la ocupación alemana, la reina Guillermina de los Países Bajos deseó que se recordara el comportamiento de los ciudadanos de la ciudad durante la II Guerra Mundial, ordenando el 29 de marzo de 1947 incluir en las armas de la ciudad el siguiente lema: "Heldhaftig, Vastberaden, Barmhartig", que en neerlandés significa "Valiente, Inquebrantable, Compasiva".
Nunca olvidaré la emoción que nos ha abrumado, cuando los primeros testigos nos comunicaron en Londres la forma en que toda la población se había opuesto a la inhumanidad del tirano cruel.
—Guillermina de los Países Bajos
En el escudo de la ciudad de Ámsterdam, el lema aparece escrito en una cinta o pergamino de plata. Esta cinta aparece representada en la parte inferior del escudo.

## Uso

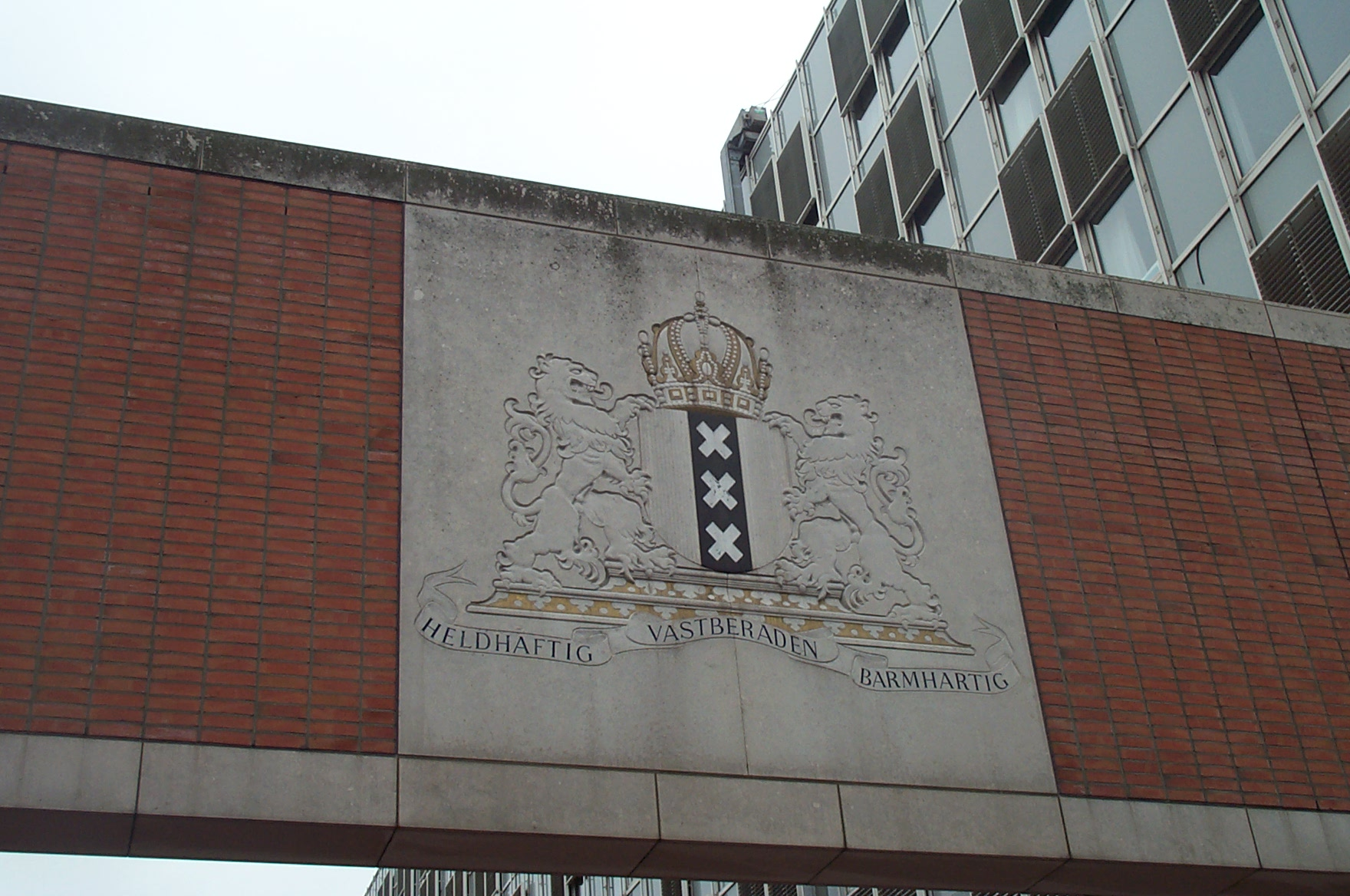
Escudo de Ámsterdam en Stopera (sede del Ayuntamiento y de la Ópera).

Como ocurre con todos los escudos de los municipios neerlandeses, el escudo de Ámsterdam está registrado en el Hoge Raad van Adel  (la autoridad heráldica neerlandesa). Todos estos escudos de armas se encontraban, de hecho, bajo dominio público, no pudiendo reclamar los Ayuntamientos derechos por los mismos. Sin embargo, en la actualidad, existen algunas restricciones que impiden usar libremente el escudo, requiriéndose una autorización de las autoridades locales para su uso. En general no se conceden autorizaciones para poder utilizarlo ya que se considera que es un símbolo que ha sido otorgado a la ciudad. No existen restricciones al uso por separado de los diferentes elementos integrados en el escudo, como las tres cruces de San Andrés, que pueden ser usados sin necesidad de solicitar un permiso.

Escudo napoleónico de Ámsterdam.
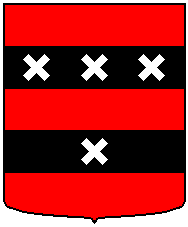
Escudo de Amstelveen.
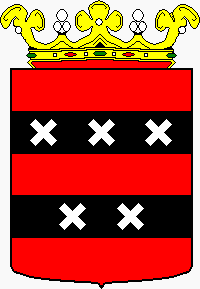
Escudo de Ouder-Amstel.